# مارك ديهوند
مارك ديهوند (1977 - 2020)، هو مقدم تلفزيوني مذيع وكاتب هولندي. وهو ابن موريس ديهوند منظم مستطلع الرأي المعروف.
مارك توفي يوم 3 يونيو 2020 بسبب مرض السرطان.

## وصلات خارجية
- مارك ديهوند على موقع IMDb (الإنجليزية)
- مارك ديهوند على موقع قاعدة بيانات الفيلم (الإنجليزية)